# Antoine Talon
Pour les articles homonymes, voir Talon.
Antoine Talon, né le 14 juillet 1860 à Saint-Geniez-d'Olt (Aveyron) et mort le 22 décembre 1922 à Paris, est un homme politique français.

## Biographie
Maire de Saint-Geniez-d'Olt en 1904, puis conseiller général, il est député de l'Aveyron de 1914 à 1919, inscrit au groupe des Républicains de gauche.